# Shenzhen He
Shenzhen He of Sham Chun River is een rivier in Zuid-Guangdong. Het is samen met Shaotoujiao He/Sha Tau Kok River de natuurlijke grens tussen stadsprefectuur Shenzhen en de speciale bestuurlijke regio Hongkong. Hierdoor is het een grens tussen het Chinese vasteland en Hongkong.
De rivier ligt tussen Noord-Hongkong en Zuid-Shenzhen. De bron van de rivier is de berg Wutong Shan. De rivier mondt in de baai Hau Hoi Wan. Langs de rivierkant van Hongkong en het vasteland zijn sinds 1949 hekken geplaatst met prikkeldraad. De grens wordt door beide kanten sinds de jaren zestig streng bewaakt en werden er muren bijgebouwd. Tijdens de Koude Oorlog waren hier vele bewakingstorens. De communisten waren bang voor grote emigratie van de Shenzhense bevolking naar Hongkong en de Britten waren bang voor de enorme toestroom van vluchtelingen van het Chinese vasteland. De muur leek op een mildere variant van het IJzeren Gordijn.
- Gemeinsame Normdatei: 1104519968
- Virtual International Authority File: 24146708109300841544